# Candido Camero
Candido Camero (* 22. dubna 1921 Havana, Kuba – 7. listopadu 2020) byl kubánský jazzový perkusionista. Poté, co se v roce 1952 přestěhoval do New Yorku, zahájil spolupráci s trumpetistou Dizzy Gillespiem a následně se stal členem tria kontrabasisty Billyho Taylora, se kterým hrál od roku 1953. V sedmdesátých letech měl úspěch na disco scéně s písní „Jingo“, kterou napsal Babatunde Olatunji. Rovněž nahrával s dalšími hudebníky, mezi něž patří Elvin Jones, Wes Montgomery, Illinois Jacquet, Sonny Rollins, Art Blakey nebo Gene Ammons. V roce 2008 získal ocenění NEA Jazz Masters.